# Pernilla Wåhlin Norén
Pernilla Karin Margareta Wåhlin Norén, född 31 mars 1982, är en svensk arkitekt och författare. Sedan 2017 är hon stadsarkitekt i Borlänge.
Pernilla Wåhlin Norén är utbildad vid Kungliga Tekniska Högskolan i Stockholm där hon avlade sin magisterexamen i arkitektur 2010. Efter utbildningen undervisade hon på Arkitekturskolan och arbetade på arkitektkontor innan hon flyttade tillbaka till Borlänge, där hon växte upp.
2017 utgav hon sin debutroman Sorgens Princip på Modernista förlag. År 2023 gav hon ut boken Skogen & slöjden på Natur & Kultur.
Wåhlin Norén har bloggat för Hemslöjden, under namnet "Handarbetaren" och har blivit en ambassadör för hantverk och byggnadskultur i Dalarna. Hon har varit ordförande i Borlänge hemslöjdsförening och styrelsemedlem i Dalarnas hemslöjdsförbund.
Wåhlin Norén är sedan 2006 gift med musikern Gustaf Norén och tillsammans har de fem barn. Familjen är bosatt i Borlänge, i ett hus ritat av Pernilla, och har även en bostad i Dala-Floda.